# Chińska Komisja Regulacyjna ds. banków
Chińska Komisja Regulacyjna ds. banków (chin. upr. 中国银行业监督管理委员会, ang. China Banking Regulatory Commission) – jedna z instytucji Rady Państwa Chińska Republika Ludowa, która odpowiedzialna jest za nadzór nad sektorem bankowym.
Powstała w 2003 r. w wyniku reform gospodarczych w celu zmniejszenia wpływu Ludowego Banku Chin na sektor finansowy.
Do głównych zadań komisji należy nadzór nad sektorem bankowym, w tym organizacja i kontrola nad instytucjami bankowymi Chińskiej Republiki Ludowej oraz m.in. przeprowadzanie testów personelu kierowniczego banków komercyjnych.